# François-Louis Gounod
François-Louis Gounod, né le 26 mars 1758 à Paris où il meurt le 5 mai 1823 , est un peintre et graveur français de la fin du XVIIIe et du début du XIXe siècle.

## Biographie
François-Louis Gounod fut élevé au Louvre, rue des Orties, où, d’après l’usage déjà en cours sous Louis XIV, l’administration de la maison royale hébergeait toute une colonie de peintres, de sculpteurs, de musiciens, d’hommes de lettres ainsi que d’employés en tous genres. Son père Nicolas-François Gounod était en effet fourbisseur du Roi. Il fréquenta les peintres qui habitaient les galeries du palais et fit son éducation artistique dans l’atelier de Lépicié, où il se lia d’une vive amitié avec Carle Vernet et obtint, en 1783, le second grand prix de Rome.
Gounod, qui ne gagnait, avec ses portraits, ses lithographies, ses gravures à l’eau-forte, que peu d’argent se maria sur le tard. Le 24 novembre 1806, âgé de 48 ans, il épousait, à Rouen, Victoire Lemachois, née le 4 juin 1780 à Rouen, qui, alors âgée de vingt six ans, subvenait à ses besoins en donnant des leçons de musique. Gounod, qui était un peintre de talent, mais de santé délicate, tomba malade et mourut en 1823, laissant deux fils en bas âge, Urbain et Charles, le futur musicien.
Le 23 février suivant commençait à l’hôtel Bullion, la vente de son atelier et de tous les tableaux, dessins, estampes, livres, médailles, etc. composant son « cabinet » de la place Saint-André-des-Arts. Cette collection, dispersée sous le marteau du commissaire-priseur, permit à sa petite famille de subsister pendant quelque temps, après quoi sa veuve, femme charmante et d’un esprit fort distingué, dont les parents avaient perdu toute leur fortune après la Révolution, sans guère de ressources, se remit à travailler : elle fit, elle aussi, des lithographies et donna, de nouveau, des leçons de piano, apprenant malgré lui à son fils les premiers éléments de l’art qu’il devait illustrer un jour en tant que compositeur.

## Œuvres
Le musée de la Révolution française détient un dessin de Gounod De servir ton pays, mon fils soit digne un jour (1793), représentant un jeune garçon de profil coiffé d'un bonnet de police.
Le Louvre détient un portrait du fermier général Charles De Wailly
- Portrait du comte André-Gaspard-Parfait de Bizemont (1752-1837), réformateur du musée d'Orléans, vers 1820, huile sur toile, 27 x 21,5 cm, musée des Beaux-Arts d'Orléans[2]

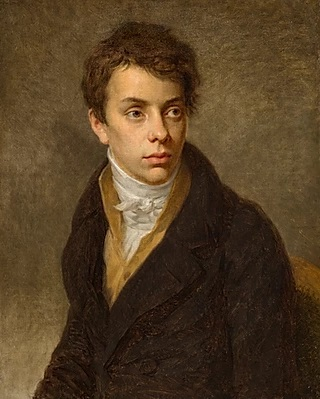
Portrait de Joseph Coiny, huile sur toile (vers 1812).
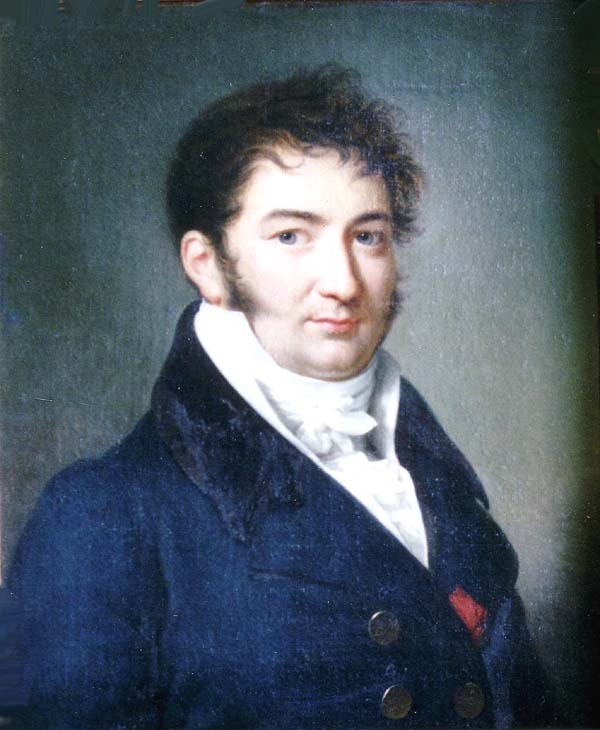
Victurnien Bonaventure de Rochechouart de Mortemart, huile sur toile (1810).
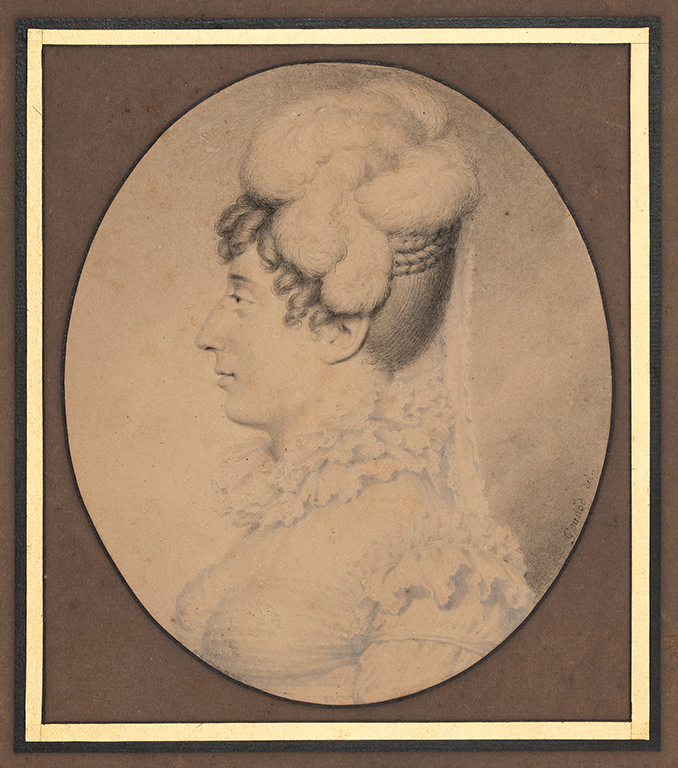
Marie-Therese Charlotte Bourbon de France, Madame Royale Duchesse d’Angoulême and Dauphine of France, gravure (c. 1814).